# Zombie Walk

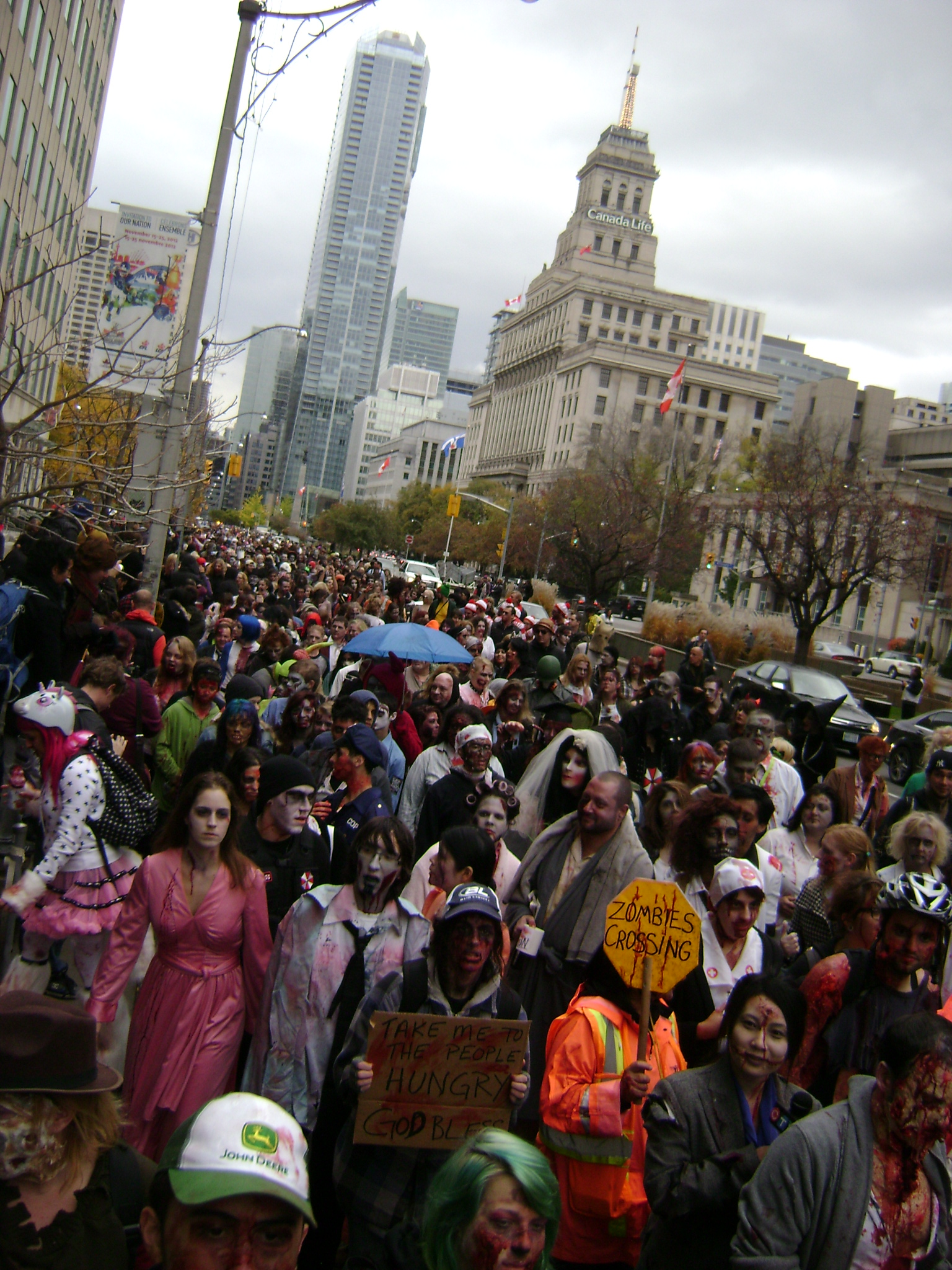
Toronto Zombie Walk 2012

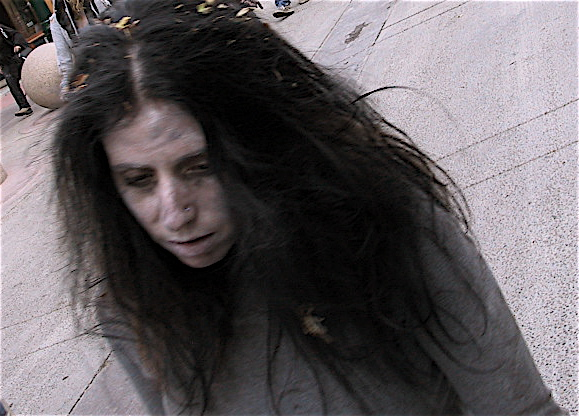
Een Zombie Walkdeelneemster.

Een Zombie Walk is een georganiseerde publieke activiteit waarbij een groep mensen zich verkleed en gedraagt als zombies. Daarbij lopen ze dan rond in stedelijk gebied (meestal een centrale plek of in een winkelcentrum) als één grote groep.

## Herkomst
De eerste geregistreerde Zombie Walk vond plaats in Sacramento, Californië op 19 augustus 2001. Het vervolg was in juli 2002 en sindsdien is het een jaarlijks terugkerend evenement. Sindsdien wordt op tal van plekken in de wereld Zombie Walks georganiseerd.

## Wereldrecords
Sinds het bestaan van Zombie Walks zijn er verschillende pogingen gewaagd om het grootste aantal zombies bijeen te brengen tijdens één Zombie Walk. De eerste poging was op 29 oktober 2006 in een winkelcentrum vlak bij Pittsburgh. Het Guinness Book of Records heeft bevestigd dat er 894 mensen meededen aan de Zombie Walk en hiermee was het eerste wereldrecord geplaatst.
Op dit moment staat de Zombie Walk van 25 oktober 2009 in Brisbane, Australië bekend als de grootste officiële Zombie Walk ooit gehouden, met een aantal van meer dan 5000 deelnemers. Hierna was er nog wel een Zombie Walk op 1 mei 2010 in Melbourne, Victoria met een deelnemersaantal van 6000 tot 8000 maar wegens het grote aantal kon dit niet officieel bevestigd worden.

## Zombie walks in Nederland
In Nederland was de eerste Zombie Walk op 14 april 2007 in Amsterdam, als opwarmer van het Amsterdam Fantastic Film Festival. Ondertussen zijn er meerdere terugkerende zombiewalks in Nederland.